# Баденский суп с улитками

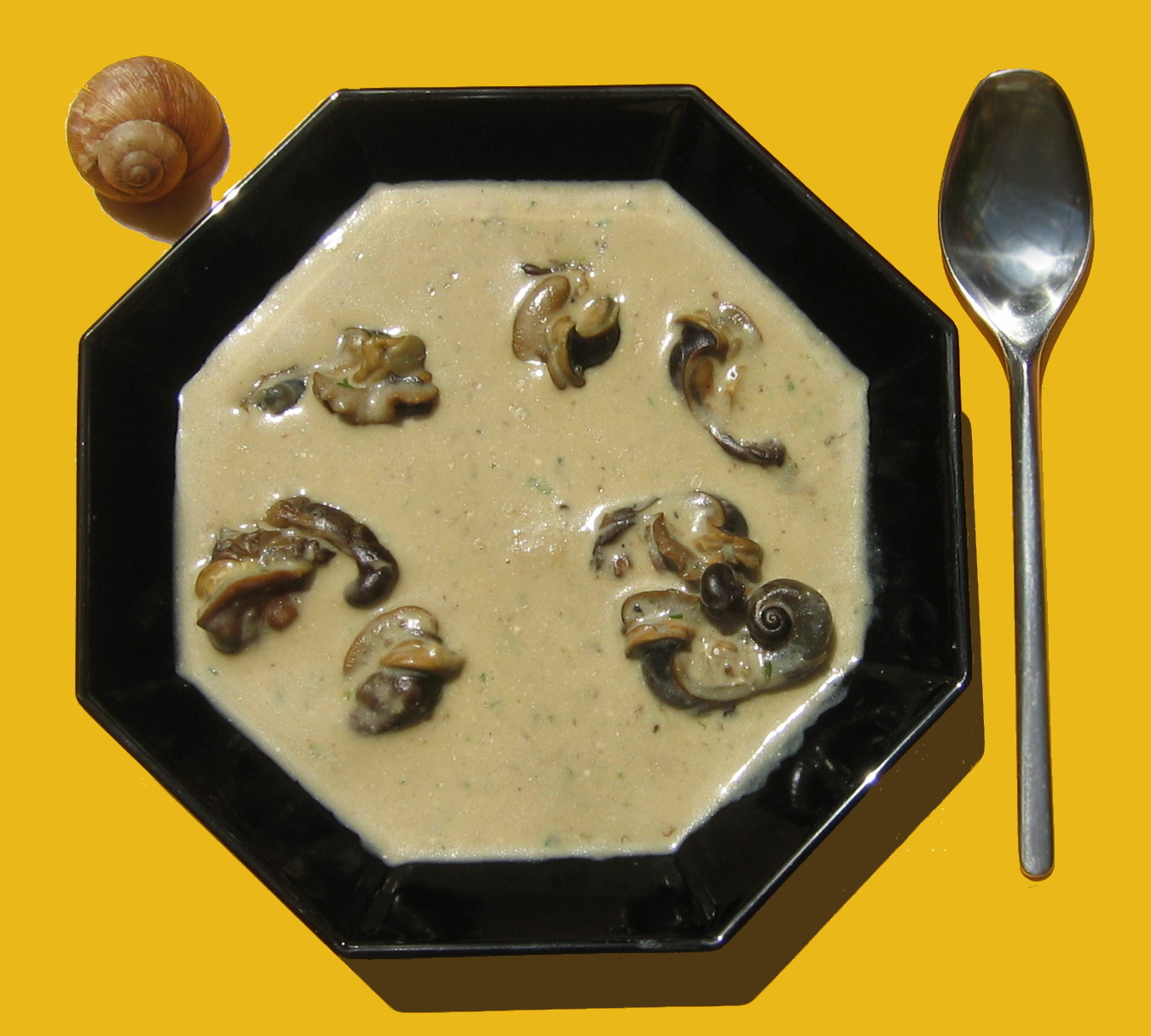
Баденский суп с улитками

Баденский суп с улитками (нем. Badische Schneckensuppe) — традиционное и повседневное блюдо баденской и французской кухни из виноградных улиток с овощами. Сезон сбора виноградной улитки длится с сентября по март. В отсутствие свежих улиток в суп идут консервированные.
Для приготовления баденского супа мелконарезанные лук-шалот, чеснок, морковь, сельдерей и иногда картофель пассеруют на сливочном масле, затем к ним добавляют мелкорубленые улитки. В полученную смесь доливают бульон, загущают суп сметаной и приправляют мелконарезанным купырём и белым вином.